# Rosa Scarlatti
Rosa Scarlatti, född 1727, död 15 december 1775, var en italiensk operasångerska. Hon var aktiv i Sverige 1752–1757. 
Scarlatti kom ursprungligen från Florens. Hon var brorsdotter till Alessandro Scarlatti och syster till kompositören Giuseppe Scarlatti (1723–1777). Rosa Scarlatti karaktäriseras som buffasångare. Hon omtalades som aktiv i Florens år 1747, och framträdde i huvudrollen i La finta pazzia di Diana i Florens i februari 1748. 
Tillsammans med en grupp italienska musiker, bland dem tenoren Giovanni Croce (död 16 april 1764), violoncellisten Pasquale Pericoli och Francesco Antonio Uttini, tros hon ha blivit engagerad för tillfälliga uppträdanden i Sverige årsskiftet 1752–53. Det italienska operasällskapet återkom enligt traditionell uppgift 1754, men troligen 1755 till Sverige, och uppträdde sedan sommaren 1755 och sommaren 1757. De uppförde Il Re Pastore 1755 och L'Ercole cinese och L'Adriano in Siria 1757, av vilka den första blev en stor succé. Gruppen splittrades 1757; bland annat anställdes Croce som hovsångare. Scarlatti framträdde också vid offentliga konserter på Riddarhuspalatset. 
År 1772–1773, då Gustav III skulle organisera den svenska Operan och sökte efter vokalister, övervägdes hon som artist och uppbar då fortfarande statlig lön som hovsångerska: "På stat aflönades italienska sångerskorna Gallodier och Uttini, men deras år, deras figur, deras språk – allt talade mot dem. En Tyska, fru Keijserin, hvilken äfven var betald som sångerska, men i sin ungdom spelat en mycket angenämare roll, var 70 år gammal och otjänlig." 
Scarlatti vigdes med Francesco Antonio Uttini i spanska legionens kapell i Stockholm 23 januari 1753 och blev mor till Adolpho Ludovico och Carlo Uttini.